# Gelijktijdigheid (natuurkunde)

Het licht in de trein in het inertiaalstelsel van een meereizende waarnemer

Het licht in de trein in het inertiaalstelsel van een stilstaande waarnemer

Gelijktijdigheid is het op hetzelfde moment plaatsvinden van meerdere gebeurtenissen. In het dagelijks leven is dat een eenduidig begrip, zelfs als het gaat om gebeurtenissen in verschillende tijdzones. 
De speciale relativiteitstheorie toont echter aan dat gelijktijdigheid tot op zekere hoogte ook relatief is, er is geen absolute tijd. Van twee ruimtetijdposities die licht- of tijdachtig gescheiden zijn is de ene ondubbelzinnig in tijd na de andere; als ze lichtachtig gescheiden zijn is het tijdsverschil door de keuze van het inertiaalstelsel willekeurig klein te maken. Bij twee ruimtetijdposities die ruimte-achtig gescheiden zijn hangt hun gelijktijdigheid af van het inertiaalstelsel. Zie ook ruimte-, licht- en tijdachtige intervallen.
De relativiteit van gelijktijdigheid blijkt in een gedachte-experiment van een rijdende trein met in het midden van een wagon een lamp die een lichtflits afgeeft. Uit de speciale relativiteitstheorie volgt dat licht zich in elk inertiaalstelsel en in alle richtingen voortplant met een eindige, gelijke snelheid, de lichtsnelheid. In het inertiaalstelsel waarin de trein stilstaat, bereikt het licht de voorkant en de achterkant van de wagon gelijktijdig. In het inertiaalstelsel van de buitenwereld komt de achterkant van de wagon het licht tegemoet, en moet het licht de voorkant inhalen. Het licht bereikt in het inertiaalstelsel van de buitenwereld daardoor eerst de achterkant van de wagon en pas later de voorkant, dus niet gelijktijdig.
Het feit dat gelijktijdigheid relatief is betekent dat een momentopname een verzameling ruimtetijdposities betreft die afhangt van het inertiaalstelsel.
Twee klokken die ten opzichte van elkaar niet bewegen kunnen gesynchroniseerd worden door langzaam een derde klok van de ene naar de andere te verplaatsen.
In de algemene relativiteitstheorie zijn er alleen lokaal bij benadering inertiaalstelsels, en is tijddilatatie niet alleen afhankelijk van snelheid, maar ook van positie. Als een klok op de ene positie sneller loopt dan op de andere is synchroniciteit van de twee klokken niet aan de orde. Als een waarnemer een lichtpuls verzendt en deze wordt elders gereflecteerd dan zou deze waarnemer de tijd van reflectie wel kunnen definiëren als het gemiddelde van de tijd van verzenden van de lichtpuls en de tijd van ontvangen van de reflectie (mits de wereldlijnen van de lichtpulsen heen en terug eenduidig zijn).